# Euidotea stricta
Euidotea stricta är en kräftdjursart som först beskrevs av James Dwight Dana 1853.  Euidotea stricta ingår i släktet Euidotea och familjen tånglöss. Inga underarter finns listade i Catalogue of Life.